# 卡洛斯·阿尔贝托·戈梅斯·高冉
卡洛斯·阿尔贝托·戈梅斯·高冉（葡萄牙語：Carlos Alberto Gomes Kao Yien，1964年12月9日—）通称希纳（China），是巴西一名已经退役华裔足球运动员，曾在巴甲联赛中多家俱乐部司职右后卫。
高冉祖籍中国广东省台山市海宴镇，出生于巴西东部圣埃斯皮里图州首府维多利亚。1983年出道于地方球队里约布兰科竞技俱乐部，曾先后在格雷米奥、博塔弗戈等巴甲球队效力。1999年在阿瓦伊足球俱乐部退役。